# Sten Hasselrot
Sten Torvald Hasselrot, född den 22 augusti 1889 i Stockholm, död den 17 augusti 1949 i Norrtälje, var en svensk läkare. Han var son till Pehr Hasselrot.
Hasselrot avlade studentexamen i Stockholm 1907 och medicine licentiatexamen i Stockholm 1917. Han var amanuens, underläkare och tillförordnad lasarettsläkare vid olika sjukhus 1914–1924. Hasselrot blev förste underläkare vid Eskilstuna lasarett 1925, lasarettsöverläkare i Piteå 1929 och i Norrtälje 1933. Han blev riddare av Nordstjärneorden 1945.